# Choi Kang-hee (Fußballspieler)
Choi Kang-hee (* 12. April 1959 in Yangpyeong, Gyeonggi-do) ist ein südkoreanischer Fußballtrainer und ehemaliger -spieler.

## Karriere

### Spieler
Choi Kang-hee begann 1983 seine Profikarriere im Alter von 24 Jahren bei den POSCO Dolphins, bei denen er in seiner Debütsaison auf lediglich drei Einsätze kam. Bereits ein Jahr später wechselte er zu Hyundai Horang-i, wo er bis zu seinem Karriereende als Spieler 1992 blieb. Er absolvierte insgesamt 184 Spiele in der K League und schoss zehn Tore. 1988 war er Teil der südkoreanischen Auswahlmannschaft beim olympischen Fußballturnier und trat von 1988 bis 1992 in 40 Partien für die südkoreanische Fußballnationalmannschaft an. Dabei gehörte er auch zum Aufgebot bei der Fußball-Asienmeisterschaft 1988, bei der Südkorea Vize-Meister wurde, sowie der Fußball-Weltmeisterschaft 1990.

### Trainer
Nach seiner Karriere als Spieler wurde Choi Kang-hee Fußballtrainer. Zwischen 1996 und 2001 war er zunächst Trainer, dann Co-Trainer bei den Suwon Samsung Bluewings. Es folgten weitere Assistenztrainerposten bei der südkoreanischen U23-Mannschaft und dem Nationalteam in den Jahren 2002 bis 2004. Zur Saison 2005 wurde er Cheftrainer bei den Jeonbuk Hyundai Motors und gewann in seiner ersten Saison mit der Mannschaft den koreanischen Pokalwettbewerb. 2006 feierte Choi Kang-hee mit dem Gewinn der AFC Champions League seinen größten Erfolg. In den Jahren 2009 und 2011 gewann er mit seiner Mannschaft zudem die koreanische Meisterschaft. In der AFC Champions League stand er mit seiner Mannschaft 2011 erneut im Finale, scheiterte dort aber im Elfmeterschießen an Al-Sadd aus Katar.
Am 21. Dezember 2011 verkündete der südkoreanische Fußballverband, er habe Choi Kang-hee als neuen Cheftrainer für die A-Nationalmannschaft verpflichtet. Er gab sein Trainerdebüt am 25. Februar 2012 bei der Partie gegen Kasachstan, die mit 4:2 für Südkorea endete. Nach der erfolgreichen Qualifikation zur WM 2014 in Brasilien erklärte Choi wie zuvor von ihm angekündigt seinen Rücktritt.

## Erfolge

### Trainer
Jeonbuk Hyundai Motors
- AFC Champions-League-Sieger: 2006, 2016
- Koreanischer Meister: 2009, 2011, 2014, 2015
- Koreanischer Pokalsieger: 2005